# Boves (Somme)
Boves ist eine französische Gemeinde mit 3273 Einwohnern (Stand 1. Januar 2022) im Département Somme in der Region Hauts-de-France. Sie gehört zum Arrondissement Amiens und zum Kanton Amiens-5. Die Bewohner werden Bovois und Bovoises genannt.

## Geografie
Boves liegt in der Picardie, etwa neun Kilometer südöstlich von Amiens beiderseits des Flusses Avre. Auch ihr Nebenfluss Noye durchquert die Stadt und mündet erst nördlich davon in die Avre.
Umgeben wird Boves von den zehn Nachbargemeinden:
| Longueau            | Glisy                                       | Blangy-Tronville |
| Saint-Fuscien Cagny | Kompassrose, die auf Nachbargemeinden zeigt | Gentelles        |
| Sains-en-Amiénois   | Fouencamps Cottenchy                        | Thézy-Glimont    |

## Geschichte
Im Juli 1185 unterzeichnete König Philipp August den Vertrag von Boves, durch den er einen Teil der Picardie erwarb.

## Einwohner
| 1962 | 1968 | 1975 | 1982 | 1990 | 1999 | 2006 | 2013 | 2020 |
| ---- | ---- | ---- | ---- | ---- | ---- | ---- | ---- | ---- |
| 1826 | 1995 | 2266 | 3146 | 2964 | 2786 | 2649 | 3115 | 3335 |

## Sehenswürdigkeiten
- Pfarrkirche Notre-Dame-de-la-Nativité im Stil der französischen Klassik aus dem Jahr 1808, Fassaden und Dächer seit 1975 als Monument historique eingeschrieben (Base Mérimée PA00116107)
- Die ehemalige Pfarrkirche Saint-Nicolas aus dem 17. Jahrhundert wurde nach dem Bau der neuen Pfarrkirche als Kapelle herabgestuft, 1915 durch ein Bombardement beschädigt und 1917 abgerissen.
- Ehemalige Kapelle Notre-Dame du Bon-Secours aus dem ausgehenden 19. Jahrhundert, heute Bethaus
- Burgruine aus dem 12. Jahrhundert, seit 1926 als Monument historique eingeschrieben (Base Mérimée PA00116106)
- Naturpark Saint-Ladre (13 Hektar)

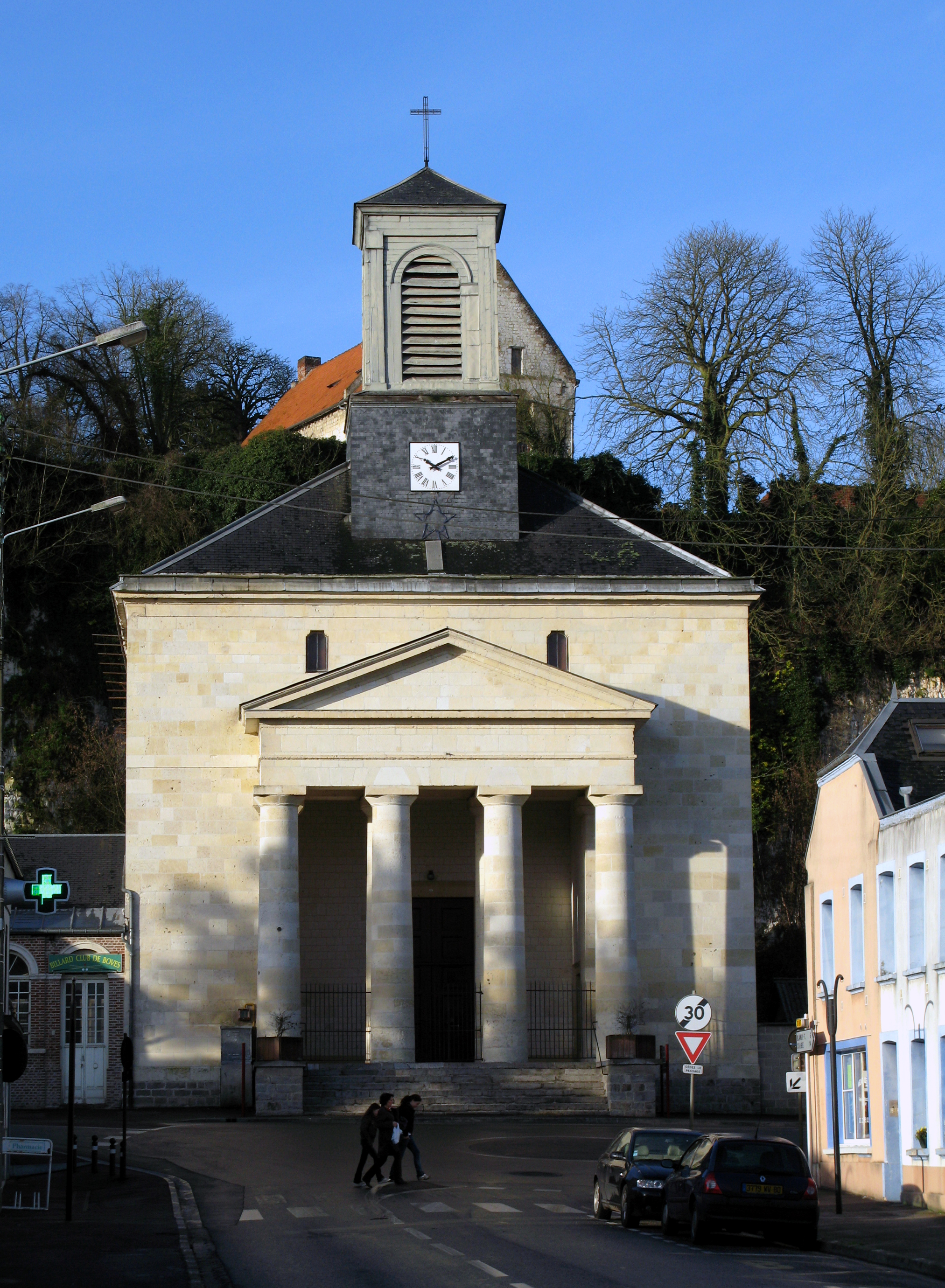
Pfarrkirche Notre-Dame-de-la-Nativité
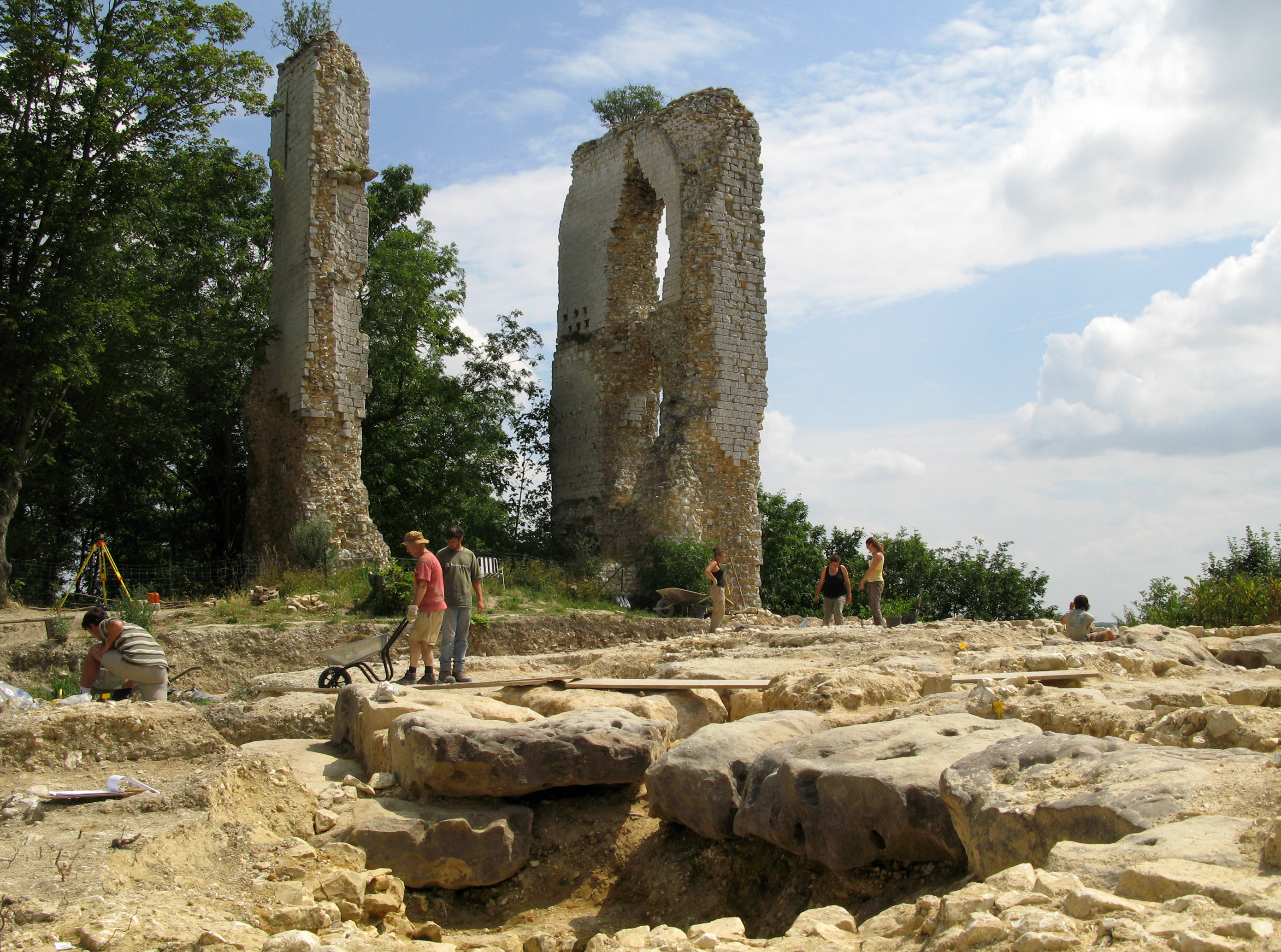
Burgruine
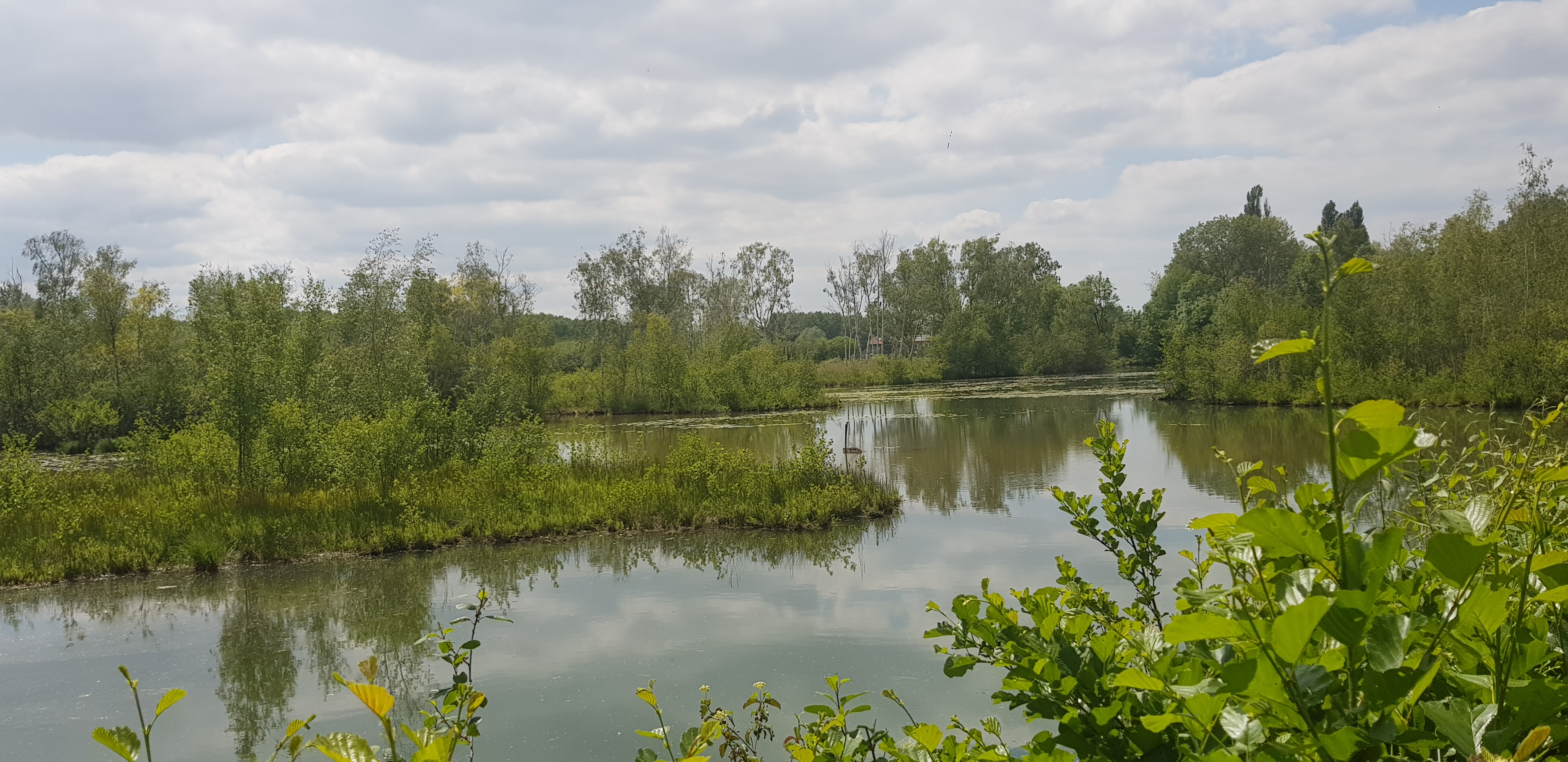
Naturpark Saint-Ladre

## Persönlichkeiten
- Christian Lenté (1912–1990), französischer Radrennfahrer, geboren in Boves
- Jean-Claude Olry (* 1949), französischer Kanute, geboren in Boves